# 駐日ガーナ大使館
駐日ガーナ大使館（英語: Embassy of Ghana in Japan）は、ガーナが日本の首都東京に設置している大使館である。
1957年3月6日、日本はガーナの独立と同時に承認。1960年5月20日、ガーナが東京に大使館を開設した。初代駐日大使はウィリアム・バイド・アンサー。

## 所在地
| 日本語   | 〒106-0031 東京都港区西麻布1丁目5-21           |
| 英語     | 1-5-21, Nishi-Azabu, Minato-ku, Tokyo 106-0031 |
| アクセス | 東京メトロ日比谷線/都営大江戸線六本木駅2番出口 |

## 大使
2022年4月14日より、ジェネヴィーヴ・エドゥナ・アパルゥが特命全権大使を務めている。

## 主要事件

### 駐日ガーナ大使の闇カジノ開帳事件（2014年）
2014年3月、駐日ガーナ大使館の特命全権大使であったエドモンド・コフィ・アグベヌチェ・デーによる東京都渋谷区内での闇カジノ開帳が発覚した。大使名義で部屋を賃貸借することで外交特権があるかのように装っていたが、外務省への届け出がなかったために特権が効かず、捜査される。闇カジノに参加していた日本の民間人10人が逮捕。デー大使は、摘発直後に警視庁保安課の事情聴取要請を拒否して日本を出国、以後帰任しないまま、同年12月22日に後任者のシルベスタ・ジュドゥ・パポ・パーカー＝アロテが皇居で信任状を捧呈し、新大使として正式に着任した。なおこの問題では、福岡市でも大使名義で賃借された部屋を使って、闇カジノ営業をしたとして、賭博店の元従業員の日本人8人が、常習賭博容疑で9月に逮捕されている。

## ギャラリー

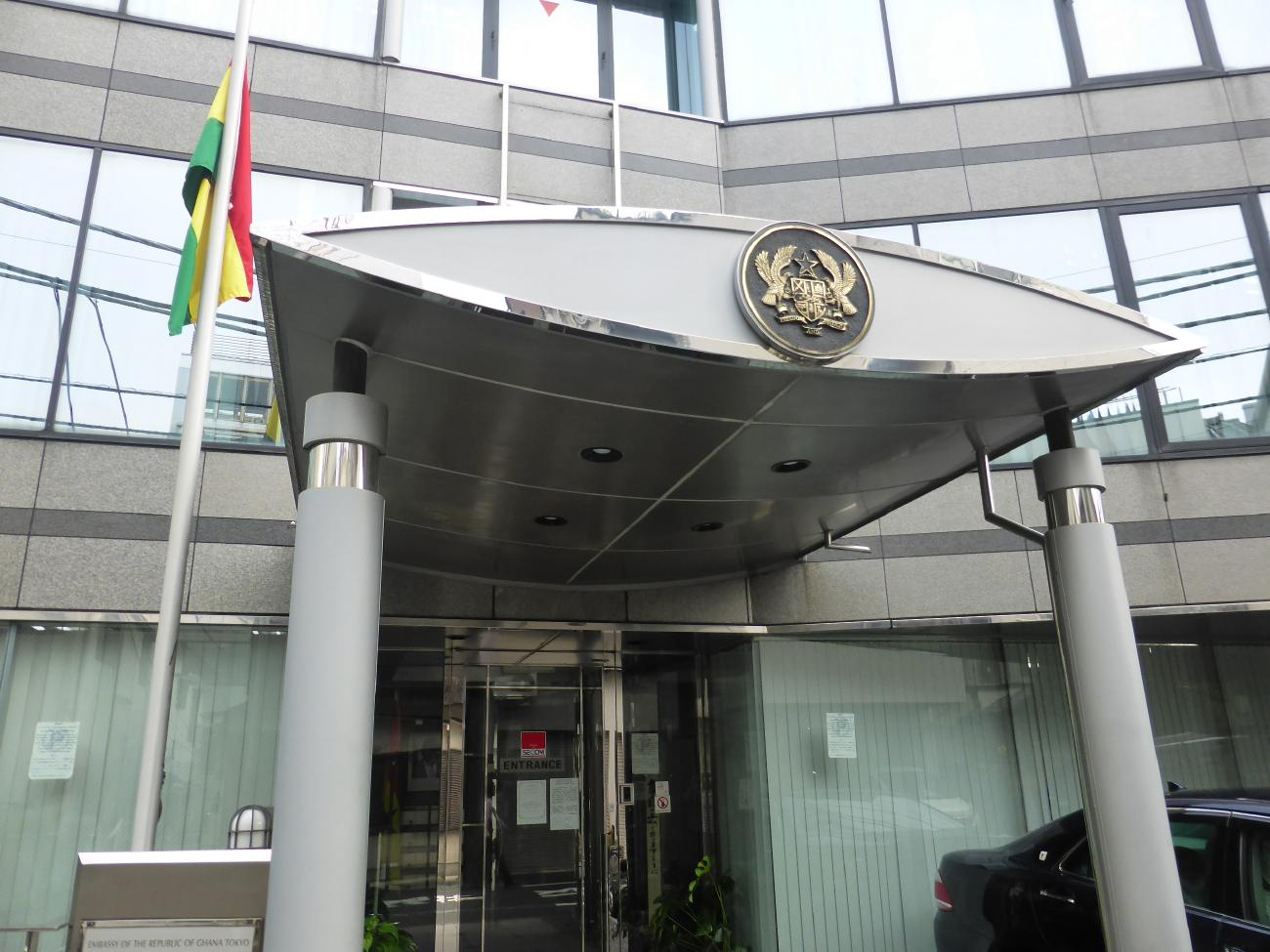
ガーナ大使館正面玄関
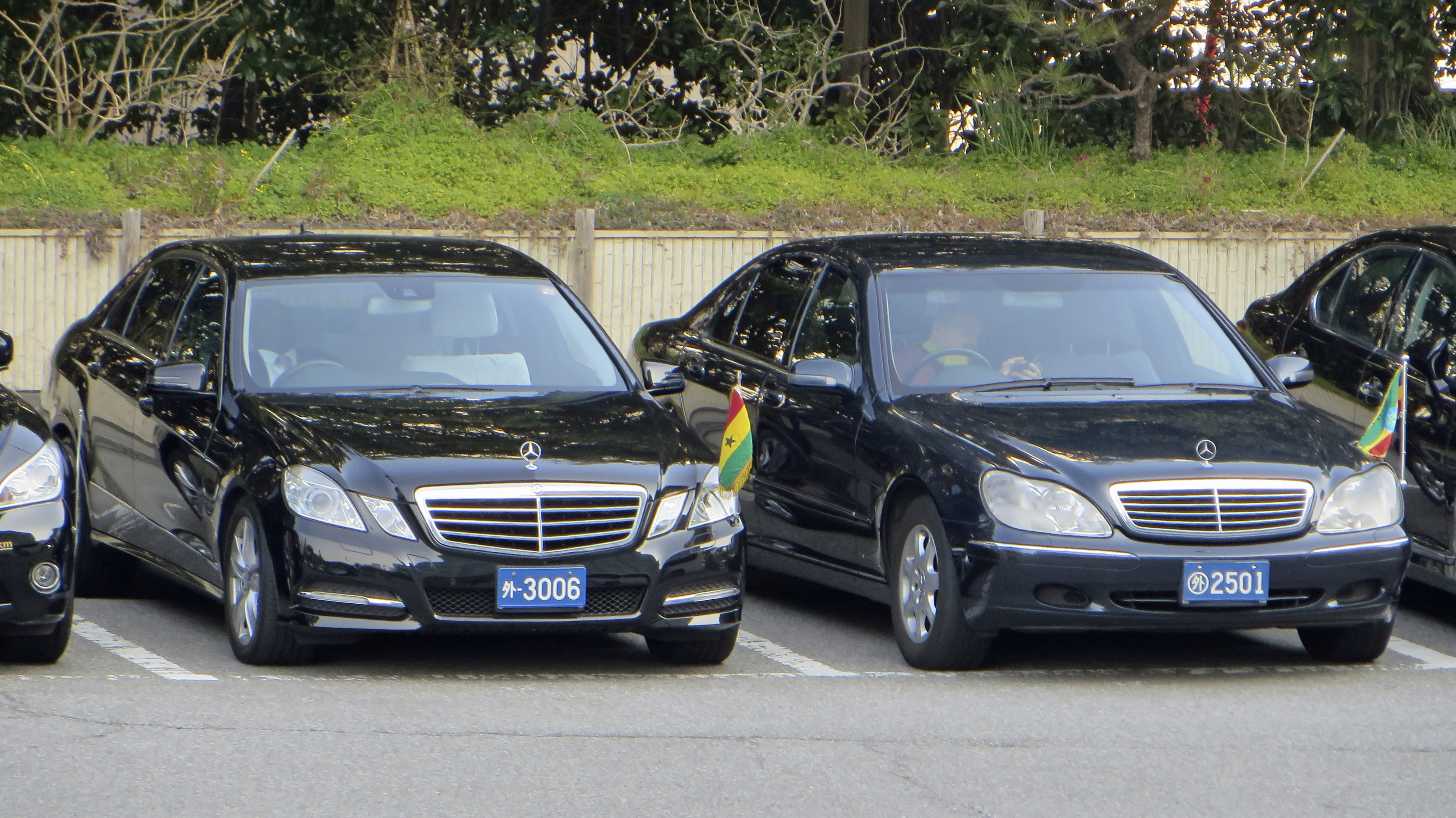
駐日ガーナ大使の車両
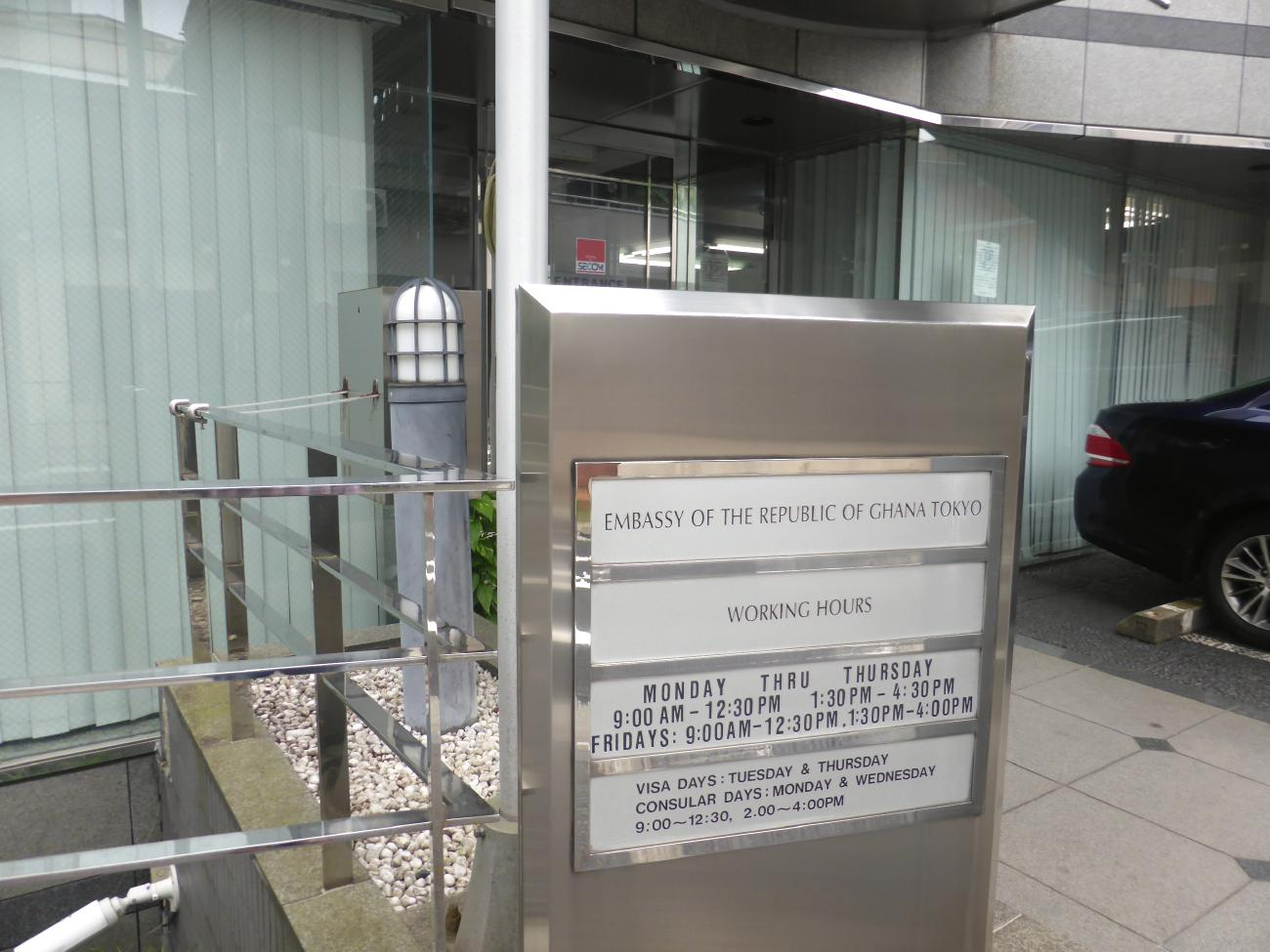
ガーナ大使館開館時間

## 在大阪ガーナ総領事館
在大阪ガーナ総領事館（英語: Consulate-General of Ghana in Osaka）は、かつてガーナが日本の大阪府に設置していた総領事館である。
1966年8月20日に在大阪ガーナ総領事館の開設が定められ、同年11月1日、初代総領事ドゥジエウォアヌ・クワク・クレヴォメ (Dziewoanu Kwaku Kulevome) が総領事館を開設した。しかし1968年2月9日、ガーナ政府が財政上の理由で大阪の総領事館を閉鎖する旨を日本側に伝達したことにより、総領事館は設立から僅か15ヶ月でその歴史を終えた。